# Prodidomus birmanicus
Prodidomus birmanicus là một loài nhện trong họ Gnaphosidae.
Loài này thuộc chi Prodidomus. Prodidomus birmanicus được Tord Tamerlan Teodor Thorell miêu tả năm 1897.